# Badinterova komisija
Arbitražna komisija u okviru Mirovne konferencije o Jugoslaviji, poznatija kao Badinterova komisija, prema svom predsjedniku, francuskom pravniku Robertu Badinteru, bila je arbitražna komisija koju je ustanovilo Vijeće ministara Europske ekonomske zajednice 27. kolovoza 1991. godine, a čija je zadaća bila da rješavanjem spornih pravnih pitanja pospješi mirno rješavanje krize u bivšoj Jugoslaviji.
Robert Badinter imenovan je predsjednikom peteročlane komisije koju su činili predsjednici ustavnih sudova iz država članica EEZ-a. Od studenog 1991. godine do siječnja 1993. godine Arbitražna je komisija izdala deset pravnih mišljenja.

## Članovi
- Robert Badinter, predsjednik Ustavnog suda Francuske
- Roman Herzog, predsjednik Saveznog ustavnog suda Njemačke
- Aldo Corasaniti, predsjednik Ustavnog suda Italije
- Francisco Tomás y Valiente, predsjednik Ustavnog suda Španjolske
- Irene Petry, predsjednica Ustavnog suda Belgije

## Najbitnija stajališta
Najbitnija pravna stajališta izložena u mišljenima Arbitražne komisije jesu:
- pitanje sukcesije država treba rješavati na temelju načela međunarodnog prava, te na temelju pravičnosti, uzimajući u obzir da su sve države kojih se to tiče vezane kogentnim normama općeg međunarodnog prava, posebice onima o poštovanju temeljnih prava čovjeka, prava naroda i prava nacionalnih manjina (mišljenje broj 1. i 9.);
- SFRJ se raspala i više ne postoji kao država (mišljenje broj 8.);
- nijedna država sljednica sama nema pravo nastaviti članstvo SFRJ u međunarodnim organizacijama (mišljenje broj 9.);
- SR Jugoslavija je nova država koja se ne može smatrati sljednicom SFRJ (mišljenje broj 10);
- granice između bivših federalnih jedinica smatraju se državnim granicama sljednica i ne mogu se mijenjati silom, nego samo sporazumom - načelo uti possidetis (mišljenje broj 3);
- dan sukcesije za Hrvatsku i Sloveniju je 8. listopada 1991., za Makedoniju 17. studenog 1991., za BiH 6. ožujka 1992., a za SR Jugoslaviju (Srbiju i Crnu Goru) 27. travnja 1992. (mišljenje broj 11.).